# Linux & C.
Linux & C. è stata una rivista italiana dedicata a Linux e al software libero e all'open source edita da Piscopo Editore.
Era una delle storiche riviste dedicate a GNU/Linux dove si presentavano recensioni di distribuzioni, applicativi, hardware, software; erano presenti anche approfondimenti su temi specifici quali, ad esempio, il kernel (Linux vero e proprio) o gli aspetti legali derivanti dall'uso/applicazione della licenza GPL (o altre licenze libere). In ogni numero era presente anche un editoriale del direttore ove egli esponeva il suo punto di vista su argomenti di vario genere, sempre comunque attinenti al mondo dell'informatica. Il numero 76, annunciato sul sito il 20 aprile 2012, è stato l'ultimo numero uscito in edicola.